# پن۱۵
پن۱۵ (انگلیسی: PEN15) یک مجموعه تلویزیونی کمدی آمریکایی است که توسط مایا ارسکین، آنا کونکل و سام زوبلمن ساخته شده‌است. این مجموعه ۸ فوریه ۲۰۱۹ در هولو به نمایش درآمد.
در ماه مه سال ۲۰۱۹، هولو این سریال را برای یک فصل دوم تمدید کرد که در ۱۸ سپتامبر سال ۲۰۲۰ به نمایش درمی آید.
این سریال کمدی وقایع دبیرستان را به‌طور واقعی نشان می‌دهد. مایا ارسکین و آنا کونکل نوجوانان ناآرامی هستند که در روز اول مدرسه توجه غیرمنتظره زیادی به خود جلب می‌کنند و بعداً با وسوسه مصرف مواد مخدر روبرو می‌شوند. این داستان کمدی از مدرسه راهنمایی از زاویه دید دو دختر کلاس هفتم دیده می‌شود و بی حوصلگی‌ها، ناآرامی‌ها و فراز و نشیب احساسات آنها را نشان می‌دهند